# واکرسدورف (فیلم)
واکرسدورف (به انگلیسی: Wackersdorf) فیلمی به کارگردانی الیور هافنر محصول سال ۲۰۱۸ آلمان است.

## داستان
این فیلم به یکی از مهم‌ترین جنبش‌های مردمی در تاریخ آلمان غربی در راستای ایجاد تغییرات سیاسی می‌پردازد.

## جشنواره جهانی فیلم فجر
این فیلم در بخش سینمای سعادت (مسابقه بین‌الملل) سی و هفتمین جشنواره جهانی فیلم فجر حضور داشت. این جشنواره از ۲۹ فروردین تا ۶ اردیبهشت ۱۳۹۸ در شهر تهران برگزار شد.